# 福島市立東湯野小学校
福島市立東湯野小学校（ふくしましりつ ひがしゆの しょうがっこう）は、福島県福島市にあった公立小学校である。

## 概要
福島市北部の飯坂地区東端部の飯坂町東湯野周辺を通学区域とし、福島県道314号東湯野寺屋敷線沿いに位置する。周辺は民家が点在し農地に囲まれた環境である。2021年度末で閉校して福島市立湯野小学校に統合された。
校章は中央の二重円（日輪を表し、「東」の意味）を摺上川河畔に咲く野ばらの葉と実で囲んだ意匠である。校歌は堀江繁太郎の作詞、清野健の作曲によるもの。

## 沿革
- 1875年10月16日 - 学校創立。後に自治体合併、学制改革を経て信夫郡飯坂町立東湯野小学校となる。
- 1964年1月 - 飯坂町が福島市に編入され、福島市立東湯野小学校となる。
- 1983年3月22日 - 現在の校舎（RC造三階建）が竣工する。
- 1984年1月14日 - 屋内運動場が竣工する。
- 2022年3月31日 - 福島市立湯野小学校に統合され、閉校。

## 教育方針
教育目標
- 豊かなかかわりの中で、「生きてはたらく力」を身に付け、たくましく生きる児童

## 学校行事
| - 4月 - 5月 - 6月 | - 7月 - 8月 - 9月 | - 10月 - 11月 - 12月 | - 1月 - 2月 - 3月 |

## 当時の通学区域
- 飯坂地域
  - 飯坂町東湯野[2]

## 当時の進学先中学校
- 福島市立西根中学校[3]

## 学区 / 校区内の主な施設
- 国道399号
- 福島県道314号東湯野寺屋敷線
- 上岡遺跡

## 交通
- JR東日本伊達駅より福島交通路線バス伊達経由湯野乗車、東湯野ふれあいセンターバス停下車、徒歩約1分[4]。